# Вторая жена (фильм, 1927)
«Вторая жена» — советский немой фильм 1927 года режиссёра Михаила Доронина, экранизация одноимённой повести Лолахан Сейфуллиной. Премьера прошла 17 апреля 1927 года. 
Фильм сохранился — в 2012 году был найден в Госфильмфонде, восстановлен и оцифрован; доступен к просмотру.

## Сюжет
Первые годы Советской власти в Средней Азии. Богатый торговец Таджибай берёт в свой дом вторую жену — молодую красавицу Адолят. Она страдает от жестокого обращения мужа и первой жены. Первая жена — сварливая и хитрая Хадыча, ищет случая, чтобы выместить на Адолят свой гнев, делает из ревности все, чтобы превратить жизнь Адолят в сущий ад. У Адолят рождается дочь. Жизнь в доме мужа становится для неё невыносимой — постоянные злобные выпады Хадычи, насмешки свекрови, грубое отношение самого Таджибая вынуждают молодую женщину вместе с новорожденной дочерью бежать в дом своих родителей. Но по шариату жене уйти от мужа без его на то согласия — это значило опозорить не только его, но и собственных родителей. Поэтому отец сам выдаёт Адолят приехавшему за ней мужу.

Взяв на руки дочь, одев паранджу, Адолят покорно идет из отчего дома. Даже замедлить шаг теперь нельзя: на голову сразу опускается нагайка едущего рядом на коне мужа. Узкими тропинками, по мостикам через горную речку, со сбившейся паранджой бежит, спотыкаясь от усталости, женщина. Её погоняет всадник, полный злобы. Слезы катятся по потному лицу Адолят, плачет ребёнок, ноги заплетаются, и вся её маленькая фигурка — это сам образ несчастья, тоски.— Кино и художественная культура Узбекистана / Ханджара Абул-Касымова, 1991
Вернув непокорную жену, Таджибай жестоко её наказывает — разлучает с дочерью и запирает в сырой подвал, где вскоре, при случайном пожаре, Адолят гибнет в огне.

## В ролях
- Ра Мессерер — Адолят, вторая жена

Адолят — вторая жена — Ра Мессерер

- Мария Гринева — Хадыча, первая жена
- Григол Чечелашвили — Таджибай, богатый торговец
- Ухтам Хан-Мирзобаева — свекровь
- Зухра Юлдашбаева — Халля, приживалка
- Женя Войнова — Саодат
- Шахида Магзумова — танцовщица
- Михаил Доронин — Садыкбай
- Иван Худолеев — эпизод
- Наби Ганиев — эпизод

## Критика
Медлительно разворачивается на экране короткая жизнь второй жены Адолят. Много, слишком много, подлинного, этнографически ценного быта, скопированного, без каких-либо поправок, и брошенного на экран. Широкая комиссия по просмотру «Второй жены» в Самарканде отметила: — Кино-картина «Вторая жена» из жизни ичкары, как бытовая, жизненно-правдива… Художественно-техническое исполнение удовлетворительно… Надписи, сделанные в народном стиле, вполне соответствуют картине…— «Советский экран» № 5, 1927 год

Без всякой экзотики, этнографизма, реалистически сурово режиссёр М. Доронин создает в фильме картину жизни главной героини в условиях, когда каждый помыкает ею, унижая её человеческое достоинство. … Авторы «психологизировали» пейзаж. Поэтому он помогал зрителям лучше понять события, происходящие в фильме, душевное состояние героев.— Кино и художественная культура Узбекистана / Ханджара Абул-Касымова. - Издательство Академии наук Узбекской ССР, 1991. - 146 с. - стр. 29, 37

Сегодня фильм «Вторая жена» обретает иную, новую ценность, на которую их создатели, пожалуй, вовсе не рассчитывали. Ценность эта — не в сюжете, не в изысках киноформы; она — в особой фактуре исторического времени. Наряду с нарождающейся поэтикой узбекского кино, в фильме безусловную ценность и интерес представляют кадры с изображением улиц старого Ташкента 1920-30-х годов, этнических типажей, одежды, предметов быта и традиционного ремесла. Фильм отличает удачное построение кадров, сделанных с большим вкусом и тактом: «…удачно выхваченные бытовые сценки подлинных осколков жизни определённо произведут отличное впечатление», — писала пресса тех лет.— 2012 год